# گوک‌خان آلقان
گوک‌خان آلقان (ترکی استانبولی: Gökhan Alkan؛ زادهٔ ۸ دسامبر ۱۹۸۷) بازیگر اهل ترکیه است.
وی از سال ۲۰۱۱ میلادی تاکنون مشغول فعالیت بوده است. از فیلم‌ها یا برنامه‌های تلویزیونی که وی در آن
ایفای نقش کرده است می‌توان به سدهٔ باشکوه، ضربان قلب، سیب ممنوعه و زخم قلب اشاره کرد.

## فیلم‌شناسی
| سینما     | سینما                     | سینما             | سینما        |
| سال       | نام                       | نقش               | یادداشت      |
| --------- | ------------------------- | ----------------- | ------------ |
| ۲۰۱۵      | Defnenin Bir Mevsimi      | فرهاد             | نقش اصلی     |
| ۲۰۱۵      | قیچی                      | فاتح              | نقش اصلی     |
| ۲۰۱۷      | داستان‌های عشقی ارگانیک    | حسن               | نقش اصلی     |
| تلویزیون  |                           |                   |              |
| سال       | نام                       | نقش               | یادداشت      |
| ۲۰۱۱      | حریم سلطان                | شاه طهماسب        | بازیگر مهمان |
| ۲۰۱۳      | همه چیز مرکزی             | جم                | نقش اصلی     |
| ۲۰۱۳–۲۰۱۴ | Gurbette Aşk Bir Yastıkta | عثمان             | نقش اصلی     |
| ۲۰۱۴–۲۰۱۵ | خانواده همسرم             | تارک اویگان/انگین | نقش اصلی     |
| ۲۰۱۶–۲۰۱۷ | دوستم داره دوستم نداره    | ییت بالجی         | نقش اصلی     |
| ۲۰۱۸–۲۰۱۷ | ضربان قلب                 | علی آصف دنیزاوغلو | نقش اصلی     |
| ۲۰۱۹      | دار و ندار                | کاران             | نقش اصلی     |
| ۲۰۲۰      | سیب ممنوعه                | کریم              | نقش اصلی     |
| ۲۰۲۱–۲۰۲۲ | زخم قلب                   | فریت              | نقش اصلی     |

## جوایز و نامزدی‌ها
| سال  | مراسم                   | جایزه                              | اثر                     | نتیجه |
| ---- | ----------------------- | ---------------------------------- | ----------------------- | ----- |
| ۲۰۱۶ | APAN Star Awards        | Special Award                      | دوستم داره، دوستم نداره | برنده |
| ۲۰۱۷ | Golden Butterfly Awards | بهترین زوج (همراه با اویکو کارایل) | ضربان قلب               | برنده |
| ۲۰۱۷ | Marie Claire Magazine   | بهترین زوج (همراه با اویکو کارایل) | ضربان قلب               | برنده |
| ۲۰۱۷ | 20th Hürriyet Awards    | بهترین زوج (همراه با اویکو کارایل) | ضربان قلب               | برنده |